# Thalictrum flavum
Thalictrum flavum és una espècie de planta de la família de les Ranunculàcies.

## Descripció

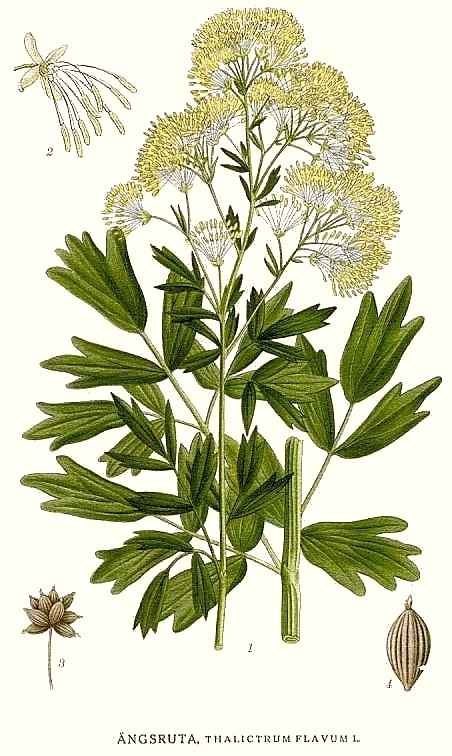
Il·lustració

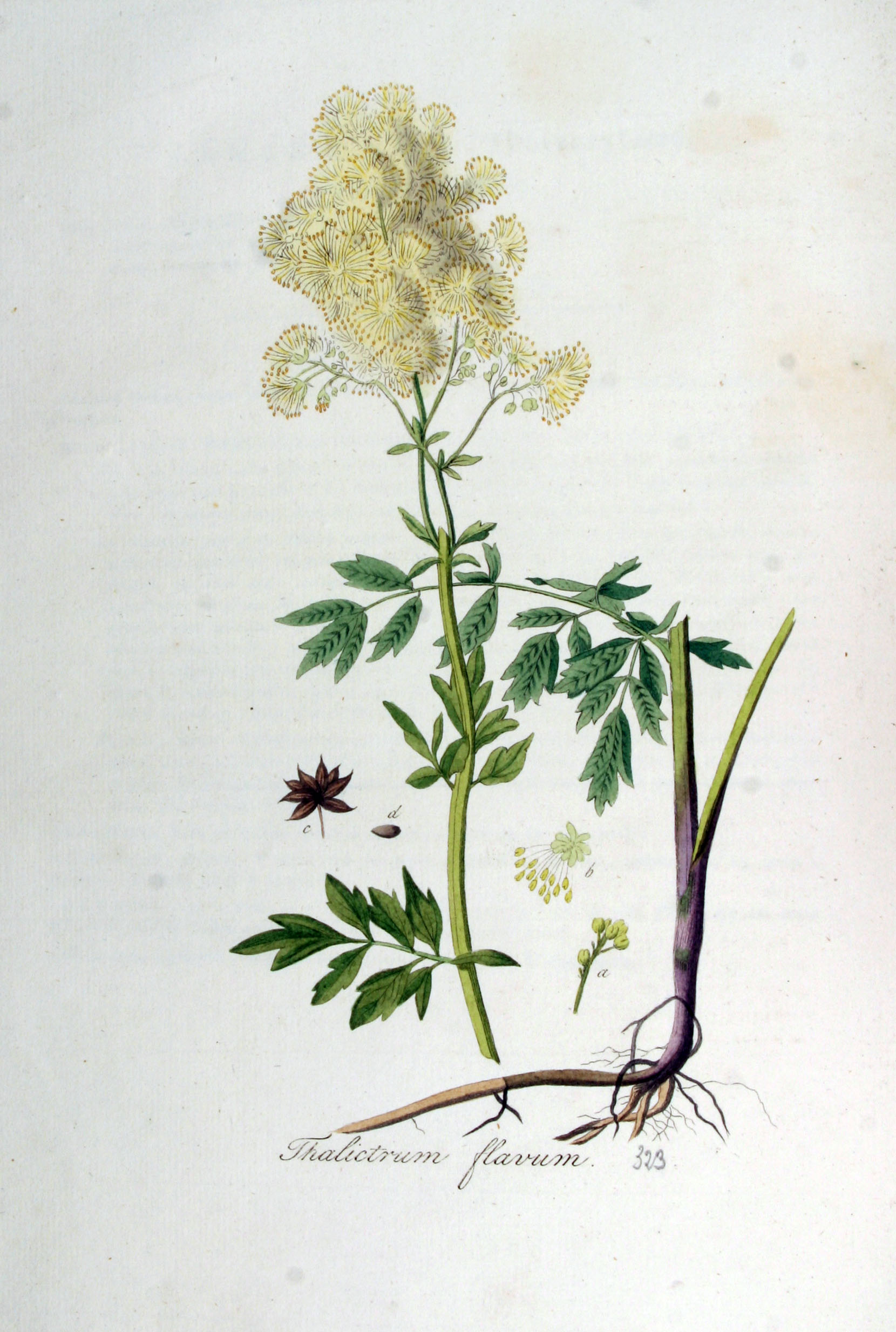
Il·lustració

Planta alta, perenne, que pot arribar a mesurar fins a un metre, amb inflorescències terminals densament poblades per nombroses flors oloroses groguenques, i fulles compostes amb folíols arrodonits, cuneïformes i lobulats. Flors diminutes, amb 4 pètals estrets blanquinosos i amb estams grocs molt més llargs. Fulles 2-3 vegades pinnades; les fulles superiors sense pecíol. Floreix a finals de primavera i estiu.

## Hàbitat
Llocs molt humits i pantans.

## Distribució
Tot Europa excepte Islàndia i Turquia.

## Taxonomia
Thalictrum flavum va ser descrita per Linné i publicada a Species Plantarum 1: 546. 1753.

### Etimologia
- Thalictrum: prové del metge grec Dioscòrides. "Thalictron" indica que aquestes plantes floreixen aviat (de "thallein" = reviure, i "ictar" = aviat).[2]
- flavum: epítet llatí que significa "groc".[3]

### Sinonímia
- Thalictrum belgicum Jord.
- Thalictrum altissimum Thomas
- Thalictrum anonymum Wallr. ex Lecoy.
- Thalictrum capitatum Jord.
- Thalictrum angustatum Weinm. ex Lecoy.[4]